# Colonius
Colonius – wieża telewizyjna znajdująca się w Kolonii, w Nadrenii Północnej Westfalii, w Niemczech. Obiekt ulokowany jest przy Innere Kanalstraße, przy trasie L100. Ma 266 metrów wysokości. Wieżę otwarto w roku 1981.
Wieża telewizyjna w Kolonii postawiona została w dzielnicy Neustadt-Nord, w zachodniej części miasta. Niedaleko od niej znajduje się dworzec kolejowy Köln-Hans-Blocker-Platz. Dookoła wieży rozciąga się park Innerer Grüngürtel. W niewielkiej odległości od niej znajduje się stacja metra Piusstraße. Około 1,7 km na wschód od niej znajduje się katedra Świętego Piotra i Najświętszej Maryi Panny, a 1,85 km na południowy wschód – ratusz i kościół św. Marcina, nazywany też Wielkim.
W 1992 roku restauracja na platformie widokowej została zamknięta i od tego czasu platforma widokowa nie jest ogólnodostępna.